# 三把刀
三把刀（さんばとう、三刀）とは、かつて華僑が多く従事した、刃物を使用する料理人(包丁)、理髪師(剃刀など)、仕立屋(鋏)の三つの職業。

## 解説
この三種の職業は人間の基本的な必要に対応することから、いかなる国や土地でも、またどんな時代でも安定した需要があり、かつ簡単な道具で開業できる食いはぐれの無い安定した職業技術であるとされた。
- 料理人　：　食に欠かせない職業。
- 仕立屋　：　着るものに欠かせない職業。
- 理髪師　：　髭を剃り、髪を短く整えたり、仏教寺院の僧侶の頭を丸めたりするなどの職業。

中国では戦乱や飢饉、疫病などの理由により故郷を離れて異郷に移住する者や海外に移民する者が多かった。このような背景から「三刀」という観念が発生したものであるが、これは異郷での生存や適応に関する中国民族の歴史的経験則の一つである。
道具の機械化によって、大量生産の衣料が普及し、時勢が変化した現代でも、多くの華僑が食品や衣料品に関連する事業に従事している。